# Peter Paul Brang
Peter Paul Brang (n. 27 aprilie 1852, București, Țara Românească – d. 27 martie 1925, Viena, Republica Austriacă) a fost un arhitect austriac care și-a desfășurat activitatea în teritoriile de astăzi ale Republicii Cehe și Sloveniei, precum și în Bulgaria și România.
Printre clădirile proiectate de Brang sunt de menționat Băile Publice din Liberec (1901–1902) și Ústí nad Labem (1905–1908) din Republica Cehă, Celjski dom (Casa Germană) din Celje, Slovenia (1905–1906), Dohodno Zdanie din Ruse (1897–1900), Liceul Comercial de stat Dimitar Hadjivasilev din Sviștov (1895), clădirea în care se află astăzi Ambasada Italiei (fosta Ambasadă a Austriei) (1883) și sediul băncii BNP Paribas de pe Bulevardul Țar Osvoboditel nr. 2 din Sofia (1885), Gimnaziul Evanghelic și Casa de cultură municipală (fosta Gewerbverein) din Bistrița (1896-1908) și Palatul Administrativ din Suceava (1903-1904).

## Galerie

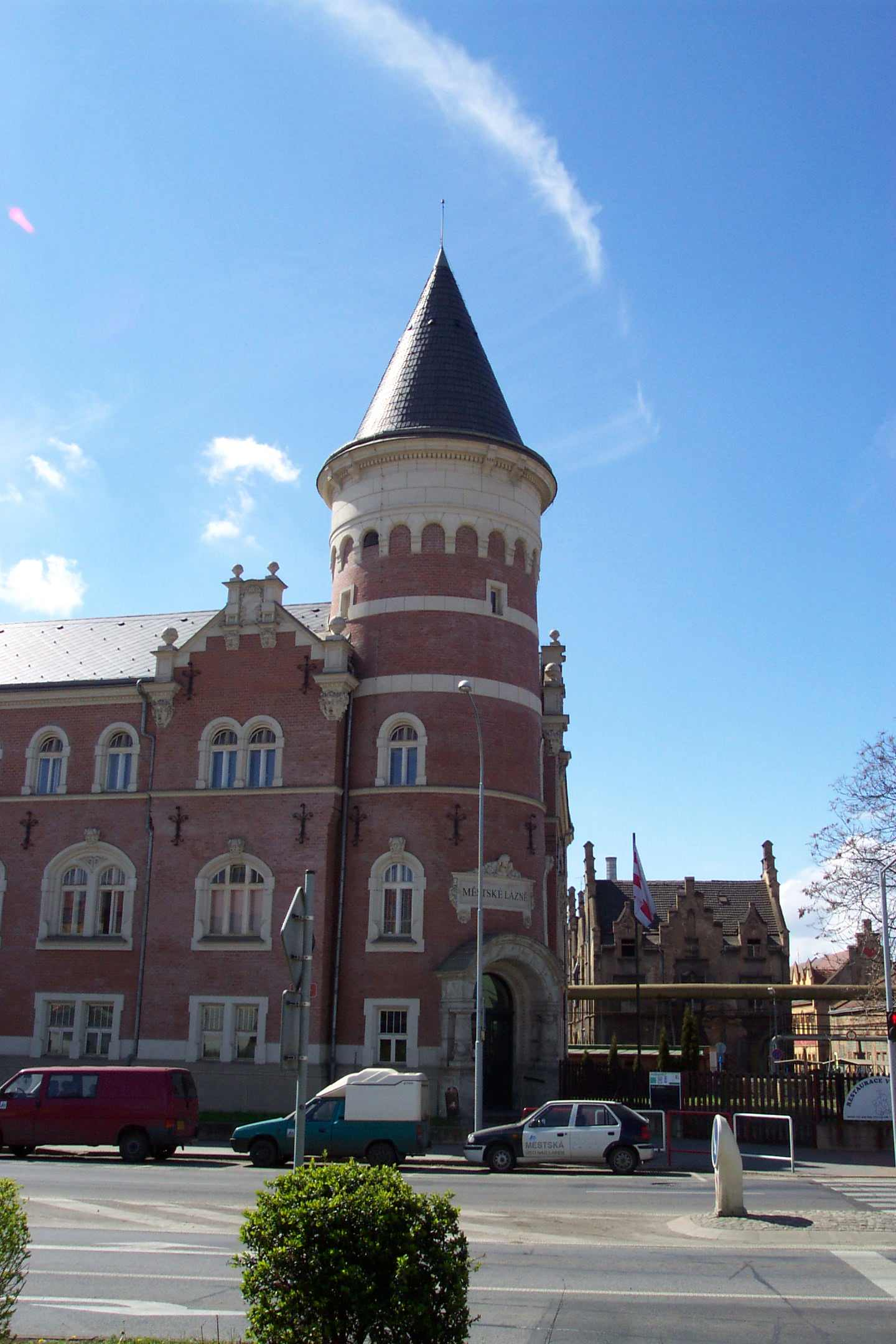
Městské lázně din Ústí nad Labem
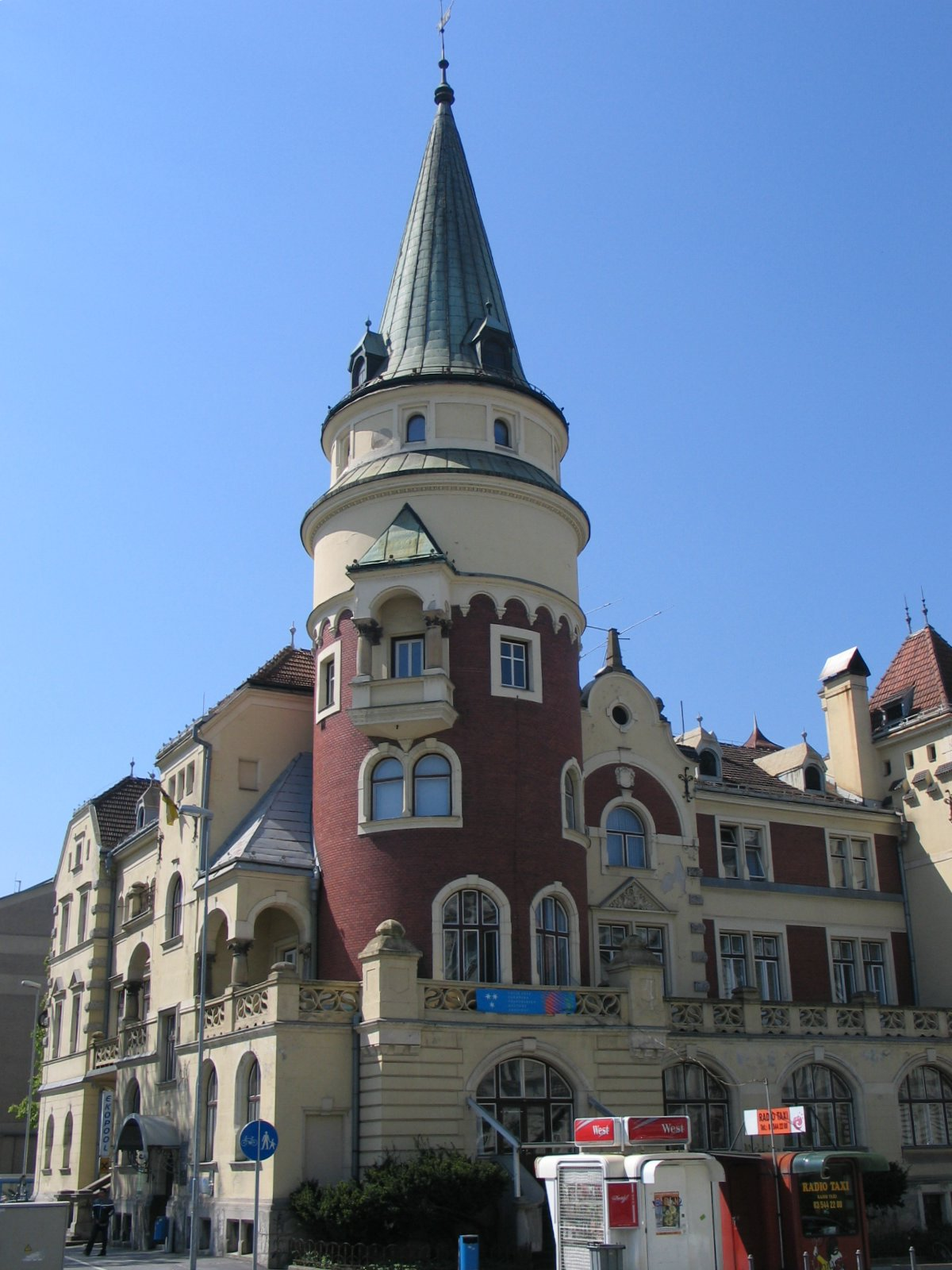
Celjski dom (Casa Germană) din Celje
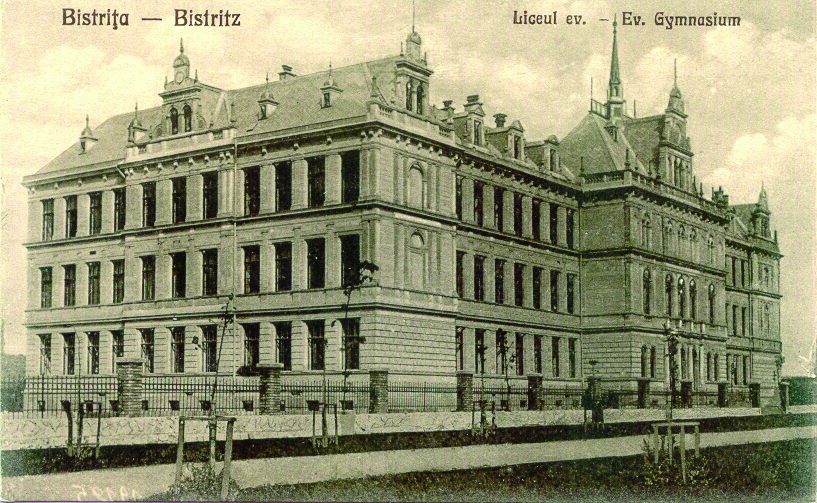
Colegiul Național „Liviu Rebreanu” (Gimnaziul Evanghelic) din Bistriţa
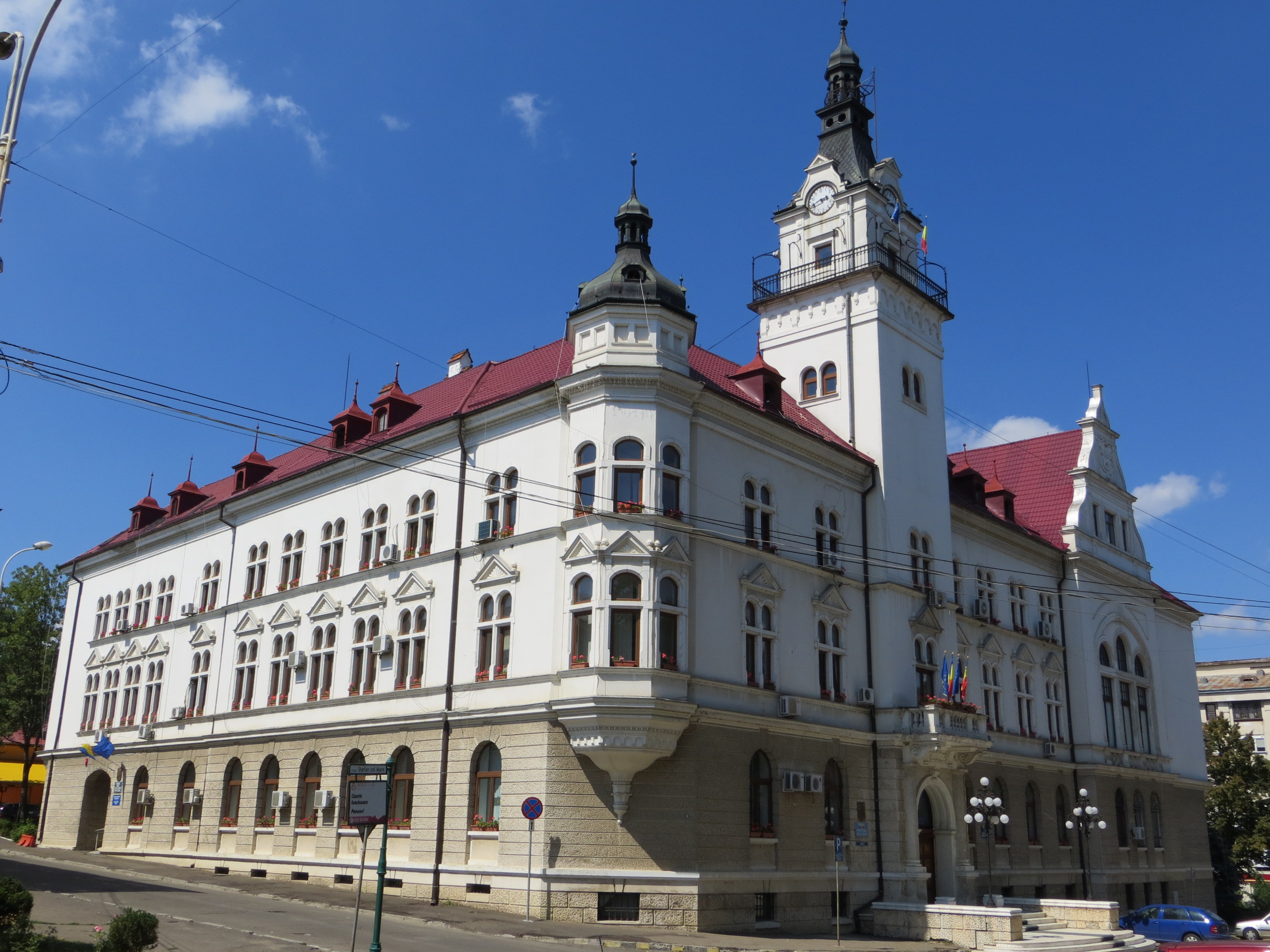
Palatul Administrativ din Suceava
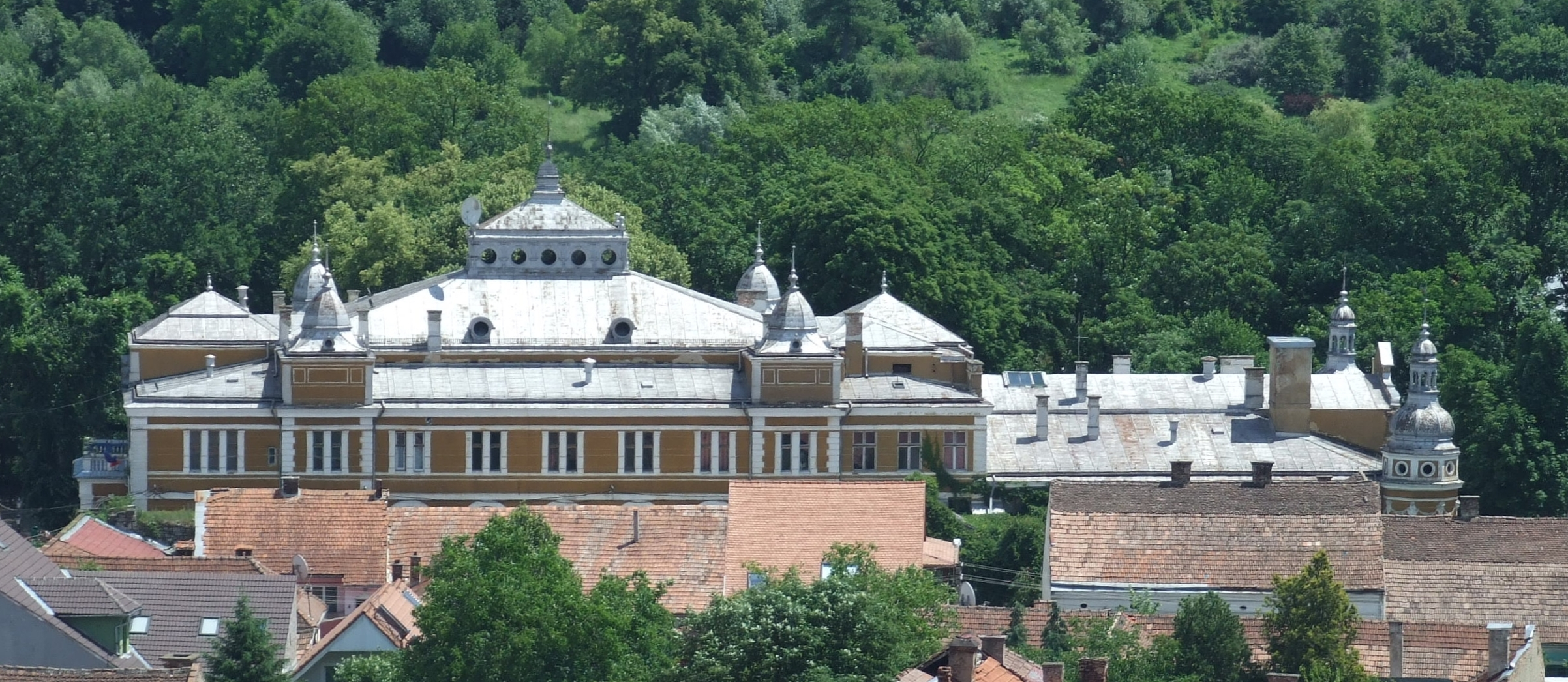
Palatul Culturii din Bistrița